# Prélèvements obligatoires
Les prélèvements obligatoires correspondent à l’ensemble des « versements effectifs opérés par tous les agents économiques au secteur des administrations publiques […] dès lors que ces versements résultent, non d’une décision de l’agent économique qui les acquitte, mais d’un processus collectif […] et que ces versements sont sans contrepartie directe », selon l'Organisation de coopération et de développement économiques (OCDE), à l'origine de cette notion.

## Caractéristiques
Les prélèvements obligatoires constituent la majeure partie des recettes des administrations publiques : budget de l'État, des collectivités locales et de la Sécurité sociale ; pour les pays membres de l'Union européenne, une faible partie (représentant environ 1 % du PIB) sert à financer les institutions européennes.
Ces prélèvements servent à financer les services non marchands régaliens (défense nationale, maintien de l'ordre, définition du droit et fonction judiciaire), mais également des services dans d'autres champs économiques (politiques sociales, soutien à des associations ou à des artistes, construction d'infrastructures, etc.) dont certains relèvent de la notion de service public.
Les prélèvements obligatoires ne recouvrent pas l'intégralité des prélèvements opérés sur les agents économiques ni l'ensemble des recettes des administrations publiques. Ils regroupent les impôts (directs et indirects), les taxes et certaines cotisations sociales (en France, 85 % des cotisations sociales sont comptabilisées mais sont exclues les cotisations sociales dites « imputées », c'est-à-dire ne donnant pas lieu à versement effectif). Au sein des autres recettes publiques figurent les recettes non fiscales et les fonds de concours. Les recettes publiques représentaient 50,8 % du PIB en France en 2006 pour 44,2 % de prélèvements obligatoires.

### Catégories de prélèvements obligatoires
On distingue traditionnellement :
- les impôts, taxes et droits divers affectés au budget général de l'État ;
- les impôts affectés aux collectivités locales ;
- les cotisations sociales obligatoires des organismes sociaux officiels (en France, l'Insee emploie le terme de cotisations sociales effectives[5]).

## Comparaison des prélèvements obligatoires entre pays

### Évolution des taux de prélèvements obligatoires dans l'OCDE
Les statistiques des recettes publiques 2017 de l'OCDE montrent que la France reste, pour la deuxième année d'affilée, au premier rang pour le taux de prélèvements obligatoires, à 46,1 %, devant le Danemark et la Belgique. Le taux moyen de l'OCDE est de 34,3 %. L'Allemagne est à 38,2 %, le Royaume-Uni à 33,5 % et les États-Unis à 24,3 %.
Les statistiques 2017 de l'OCDE révèlent une poursuite de l'augmentation du ratio impôts/PIB : 34,2 % en 2017 contre 34,0 % en 2016 ; c'est un record absolu, y compris par rapport aux chiffres les plus élevés enregistrés en 2000 (33,8 %) et en 2007 (33,6 %). Les impôts sur les sociétés et sur la consommation représentent une part croissante des recettes fiscales totales. La France passe en tête avec un taux de 46,2 % contre 45,5 % en 2016, devançant le Danemark dont le taux recule de 46,2 % à 46,0 %.
Les statistiques 2016 de l'OCDE montrent que le taux de prélèvements obligatoires moyen dans les pays de l’OCDE a augmenté de 0,9 point de pourcentage de 2012 à 2015 pour atteindre 34,3 % ; ce niveau est proche de celui constaté avant la crise en 2007 (33,8 %). Ce taux a évolué à la hausse depuis 1965, pour atteindre 34,0 % en 2000. Une phase de léger recul, entre 2001 et 2004, puis une période d’augmentation, de 2005 à 2007, ont suivi, jusqu’à la nouvelle baisse observée au lendemain de la crise et à la remontée des dernières années. Le ratio varie de 17,4 % pour le Mexique à 46,6 % pour le Danemark, la France se situant en seconde position avec un niveau de 45,5 %.
| Pays         | 1965 | 1975 | 1985 | 1995 | 2000 | 2007 | 2014 | 2015 | 2016 | 2017p |
| ------------ | ---- | ---- | ---- | ---- | ---- | ---- | ---- | ---- | ---- | ----- |
| Allemagne    | 31,6 | 34,3 | 36,1 | 36,2 | 36,2 | 34,9 | 36,7 | 37,0 | 37,4 | 37,5  |
| Canada       | 25,2 | 31,4 | 31,7 | 34,8 | 34,8 | 32,1 | 31,3 | 32,7 | 32,7 | 32,2  |
| Danemark     | 29,1 | 37,0 | 43,9 | 46,5 | 46,9 | 46,4 | 48,5 | 46,1 | 46,2 | 46,0  |
| Espagne      | 14,3 | 18,0 | 26,8 | 31,3 | 33,4 | 36,5 | 33,6 | 33,6 | 33,2 | 33,7  |
| États-Unis   | 23,5 | 24,6 | 24,6 | 26,5 | 28,2 | 26,7 | 26,0 | 26,2 | 25,9 | 27,1  |
| France       | 33,6 | 34,9 | 45,2 | 41,9 | 43,1 | 42,4 | 45,4 | 45,3 | 45,5 | 46,2  |
| Italie       | 24,7 | 24,5 | 32,5 | 38,6 | 40,6 | 41,7 | 43,5 | 43,1 | 42,6 | 42,4  |
| Japon        | 17,8 | 20,4 | 26,7 | 26,4 | 26,6 | 28,5 | 30,3 | 30,6 | 30,6 | n.a.  |
| Mexique      |      |      | 15,2 | 11,4 | 13,6 | 13,2 | 13,7 | 15,9 | 16,6 | 16,2  |
| Royaume-Uni  | 29,3 | 34,2 | 35,1 | 29,8 | 32,8 | 33,0 | 31,8 | 32,2 | 32,7 | 33,3  |
| Suède        | 31,4 | 38,9 | 44,8 | 45,6 | 49,0 | 45,0 | 42,6 | 43,1 | 44,0 | 44,0  |
| Suisse       | 16,6 | 22,5 | 23,9 | 25,4 | 27,4 | 26,1 | 26,9 | 27,6 | 27,8 | 28,5  |
| Moyenne OCDE | 24,8 | 28,6 | 31,5 | 33,3 | 34,0 | 33,8 | 33,6 | 33,7 | 34,0 | 34,2  |

(Selon d'autres sources, cependant, le taux de prélèvements obligatoires en 1985 en France est de 44.5).

### Dans l'Union européenne et la Zone euro
Les statistiques européennes (Eurostat) utilisent un concept légèrement différent de celui de « prélèvements obligatoires » : les « recettes fiscales », qui englobent impôts et cotisations sociales, y compris certaines recettes non prises en compte par l'OCDE, telles que les cotisations aux mutuelles. La France figure en tête du classement.
Une étude publiée le 2 novembre 2022 par Fipeco, sur la base des dernières données d'Eurostat, révèle que la France reste le premier pays de la zone euro en matière de pression fiscale et le second en Europe derrière le Danemark, mais que l'écart avec la zone euro et l'Allemagne s'est encore resserré en 2021, grâce notamment à la baisse des impôts de production. L'écart avec la zone euro est passé de 6,9 points en 2017 à 5,9 points en 2020 et à 4,8 points en 2021 :
| Pays              | 2017   | 2021   |
| ----------------- | ------ | ------ |
| Allemagne         | 40,5 % | 42,4 % |
| Belgique          | 47,3 % | 46,0 % |
| Danemark          | 46,5 % | 48,8 % |
| Espagne           | 34,5 % | 39,0 % |
| Finlande          | 43,4 % |        |
| France            | 48,4 % | 47,0 % |
| Irlande           | 23,5 % | 21,9 % |
| Italie            | 42,4 % | 43,6 % |
| Royaume-Uni       | 35,4 % |        |
| Suède             | 44,9 % |        |
| Moyenne UE-28     | 40,2 % |        |
| Moyenne zone euro | 41,4 % | 42,2 % |

La baisse des impôts de production mentionnée ci-dessus, appliquée en 2021 pour un montant d'environ 10 milliards d'euros, concerne la cotisation sur la valeur ajoutée des entreprises (CVAE), la taxe foncière sur les propriétés bâties (TFPB) et la cotisation foncière des entreprises (CFE).
Les recettes fiscales ont progressé par rapport à 2016, où elles s'élevaient en France à 47,7 %. La France se distingue par le plus haut niveau de cotisations sociales en Europe : 18,8 % du PIB, qui servent à financer un modèle très redistributif ; l'Allemagne est à 16,7 % ; la Suède a au contraire un taux de cotisations sociales très bas plus que compensé par celui des impôts sur les revenus des personnes physiques : 15,8 % du PIB, contre 8,7 % en France ; enfin, les impôts sur la production et les importations se révèlent également élevés en France (16,4 %), surtout si on les compare à ceux de l'Allemagne (10,7 %).

### Critique de la comparaison internationale
Même si la comparaison entre pays des taux de prélèvements obligatoires est d'un usage fréquent, elle est en réalité peu pertinente : selon la Direction de l'information légale et administrative, « le taux de prélèvements obligatoires est une construction statistique dont la pertinence ne doit pas être surestimée. Le taux de prélèvements obligatoires n’est pas un bon indicateur du "poids" de l’État ».
Selon le Conseil des prélèvements obligatoires, institution rattachée à la Cour des comptes française, les données relatives aux prélèvements obligatoires sont « d'un maniement particulièrement délicat, qu'il s'agisse d'analyser les variations dans un pays donné ou – plus encore – d'effectuer des comparaisons internationales, qui peuvent alors aboutir à des conclusions hâtives ne tenant pas compte des caractéristiques propres de chacun des pays étudiés ». Ce conseil explique que les différences de taux de prélèvements obligatoires entre pays peuvent être déterminées par :
- les choix retenus, par chaque pays, pour financer les « fonctions de développement » ;
- l'« efficience de la dépense publique » ;
- les « modes de comptabilisation » allant jusqu'à entraîner des écarts de deux points de PIB ;
- l'ampleur et le mode de financement des « fonctions de santé et de protection sociale » qui explique jusqu'à environ trois quarts de l'écart[17].

Le niveau atteint dans un pays donné par les prélèvements obligatoires constitue plutôt « un indicateur du degré de socialisation de certaines dépenses ». En effet, par exemple en France, la part des impôts dans les prélèvements obligatoires est plus faible que dans d'autres pays, tandis que plus de la moitié des recettes est affectée aux administrations de sécurité sociale .
Selon un rapport de la commission des finances du Sénat français, « indépendamment du fait que les normes comptables retenues peuvent varier d’un État à l’autre, [l]es chiffres doivent tout d’abord être nuancés par le fait que les prélèvements obligatoires sont d’un certain point de vue « trop étroits », en ce sens qu’ils ne correspondent pas à la totalité des recettes publiques. Or, la distinction entre prélèvements obligatoires et recettes publiques peut être dépourvue de signification économique ». Les comparaisons entre niveaux de recettes publiques seraient plus pertinentes pour évaluer le poids de la sphère publique dans l'économie.

## Prélèvements obligatoires en France
En France, le taux de prélèvements obligatoires s'établit à 46,1 % du PIB pour l'année 2014 (le PIB français était de 1 946 milliards d'euros en 2010), un des taux les plus élevés des pays de l'OCDE. La France est ainsi décrite comme une « championne de la pression fiscale dans le monde » avec, en 2014, le second taux de prélèvements obligatoires le plus élevé dans le monde.
Le taux de prélèvements obligatoires a fortement augmenté entre 1960 et 2006 ; il est passé d’environ 30 % du PIB à près de 45 %. Mais les statistiques prouvent que, malgré cette augmentation de 50 %, la part des impôts dans le PIB français est restée la même depuis la fin de 1945 jusqu'à 1989. L'augmentation est donc due aux prélèvements effectués par les organismes sociaux et, plus précisément, la Sécurité sociale . Après une légère décroissance, le taux a recommencé à progresser à partir de 2010 pour stabiliser à quasiment 45 % entre 2013 et 2015.
| Année | En % du PIB | En milliards d'euros |
| ----- | ----------- | -------------------- |
| 1959  | 31,3        |                      |
| 1960  | 30,5        |                      |
| 1961  | 31,6        |                      |
| 1962  | 31,7        |                      |
| 1963  | 32,4        |                      |
| 1964  | 33,4        |                      |
| 1965  | 33,6        |                      |
| 1966  | 33,5        |                      |
| 1967  | 33,3        |                      |
| 1968  | 34,1        |                      |
| 1969  | 34,5        |                      |
| 1970  | 33,8        |                      |
| 1971  | 33,3        |                      |
| 1972  | 33,7        |                      |
| 1973  | 33,6        |                      |
| 2000  | 42,8        | 704,4                |
| 2001  | 42,5        | 732,2                |
| 2002  | 41,9        | 744,2                |
| 2003  | 41,8        | 758,7                |
| 2004  | 41,9        | 795,3                |
| 2005  | 42,5        | 835,0                |
| 2006  | 42,8        | 880,6                |
| 2007  | 42,1        | 912,1                |
| 2008  | 41,9        | 934,7                |
| 2009  | 41,0        | 893,3                |
| 2010  | 41,3        | 923,2                |
| 2011  | 42,6        | 977,9                |
| 2012  | 43,8        | 1016,3               |
| 2013  | 44,8        | 1050,0               |
| 2014  | 44,6        | 1064,0               |
| 2015  | 44,5        | 1083,2               |
| 2016  | 44,6        | 1007,8               |
| 2017  | 45,1        | 1033,6               |
| 2018  | 44,8        | 1024,7               |
| 2019  | 44,1        | 1021,7               |

Entre 1980 et 1987, ce taux est passé de 41.7 % à 44,7 %.
La remontée d'un point du taux de prélèvements obligatoires en 2017 n'est pas due à une augmentation des taux d'imposition, mais à l'accélération de la croissance ; en effet, l'élasticité des recettes fiscales à la croissance est largement supérieure à 1 ; autrement dit, les recettes fiscales augmentent plus vite que le PIB lorsque celui-ci accélère, et inversement les recettes baissent plus vite que le PIB lors des crises économiques, comme on a pu le constater en 2009.
| Type de prélèvement | Montant total                                                                    |
| --- | -------------------------------------------------------------------------------- |
| Prélèvements obligatoires, hors cotisations sociales et nets des impôts non recouvrables, dont : Taxe sur la valeur ajoutée, payée par l'acheteur, versée par le commerçant, pour l'État CSG, retenue à la source par l'employeur (ou voie de rôle pour les revenus de location), pour la Sécurité sociale Impôt sur le revenu, voie de rôle, pour l'État Impôt sur les sociétés, versée par les sociétés, pour l'État Taxe foncière, voie de rôle, pour les collectivités Taxe professionnelle, voie de rôle, pour les collectivités Taxe intérieure sur les produits pétroliers, payée par l'acheteur, versée par le commerçant, pour l'État et les collectivités Taxe de publicité foncière, payée par l'acheteur, versée par le notaire, pour les collectivités Taxe d'habitation, voie de rôle, pour les collectivités Taxes sur le tabac et les alcools, payées par l'acheteur, versées par le commerçant, pour la Sécurité sociale Taxe sur les salaires, versée par l'employeur, pour la Sécurité sociale Produit des transports aux collectivités territoriales CRDS, retenue à la source par l'employeur (ou voie de rôle pour les revenus de location), pour la Sécurité sociale Taxe spéciale sur les conventions d’assurances, payée par l'assuré, versée par le commerçant, pour l'État C3S, versée par les sociétés, pour la Sécurité sociale ISF, voie de rôle, pour l'État | 502,1 G€ 127,4 83,0 46,9 32,1 25,1 24,0 23,6 17,7 15,3 12,0 10,5 6,4 6,0 5,1 4,5 |
| Cotisations sociales effectives, nettes des cotisations non recouvrables | 320,0 G€                                                                         |
| Total des prélèvements obligatoires | 822,1 G€                                                                         |

Enfin, certains prélèvements ne sont pas considérés comme obligatoires car ils correspondent à une décision considérée comme « volontaire » de la part de celui qui les paie, ou sont la contrepartie d’un service rendu (notamment la redevance télévision, la taxe d'enlèvement des ordures ménagères, les droits de timbre sur les permis de conduire, les passeports, les cartes grises…). Certains de ces produits ne vont pas dans le budget de l'État, des collectivités territoriales, de la Sécurité sociale, ou des ODAC, comme la redevance audiovisuelle dont le montant est intégralement perçu au profit des chaînes publiques, de Radio France, et de l'INA. Son montant total est de 3,2 milliards d'euros. Pour la taxe d'enlèvement des ordures ménagères, son produit est lui de 4,5 milliards d'euros. D'autres produits, comme les amendes, participent bel et bien au budget de l'État : ils sont intégrés dans la partie des recettes non-fiscales. Les amendes ont rapporté en 2016 à l'État 4,3 milliards d'euros, soit 0,7 % des recettes.
| Type de prélèvement | Montant total                 |
| --- | ----------------------------- |
| Recettes fiscales : Taxe sur la valeur ajoutée Impôt sur le revenu Impôt sur les sociétés Taxe intérieure sur les produits pétroliers Autres (dont ISF) | 271,5 G€ 135 60,5 54 16,5 5,5 |
| Recettes considérées comme non fiscales, mais faisant partie des prélèvements obligatoires                                                              | 10 G€                         |
| Recettes non fiscales : Exploitation industrielle et commerciale des établissements nationaux Revenus du domaine de l'État Divers                       | 18 G€ 9 1 8                   |
| Total des recettes avant prélèvement Dont provenant des prélèvements obligatoires                                                                       | 299,5 G€ 281,5                |
| Total des dépenses Dont directement au profit des collectivités ou de l'UE                                                                              | 341 G€ 69,5                   |
| Solde du budget | −41,5 G€                      |

|                          | Montants (milliards d'euros) | % du PIB |
| ------------------------ | ---------------------------- | -------- |
| État                     | 265,9 G€                     | 13,8 %   |
| ODAC                     | 14,7 G€                      | 0,8 %    |
| Adm. de sécurité sociale | 448,5 G€                     | 23,2 %   |
| Adm. locales             | 88,6 G€                      | 4,6 %    |
| UE                       | 4,4 G€                       | 0,2 %    |
| Total                    | 822,2 G€                     | 42,5 %   |

L'impôt sur le revenu fait l'objet des plus importants débats mais ne représente que moins de 6 % du total des prélèvements obligatoires, contre 16 % pour la TVA et 39 % pour les cotisations sociales effectives (exemples de cotisations : cotisations sécurité sociale maladie, cotisation sécurité sociale vieillesse, cotisation chômage, cotisation retraite).
De même, l'ISF (4,46 milliards d'euros en 2010) ne représente que 0,5 % du total des prélèvements obligatoires.
Depuis 2017, malgré les promesses d'Emmanuel Macron de ne pas relever les impôts et en dépit de la suppression de certains - ISF, taxe d’habitation, redevance télé -, les Français voient leurs charges fiscales et sociales progresser plus rapidement que leurs revenus. En 2022, les prélèvements obligatoires atteignent un nouveau record totalisant 1 197 milliards d’euros, en augmentation de 8 % par rapport à l’année précédente selon l’Insee. Le PIB n’ayant progressé que de 5,7 % en valeur (en incluant l’inflation), le poids des prélèvements rapportés au PIB est ainsi passé de 44,3 % en 2021 à 45,4 % en 2022 dépassant le précédent record (45,1 %) de 2017.

### Prélèvements obligatoires en France en 2017
La totalité des prélèvements obligatoires s'élève en 2017 à 1038 milliards d'euros. Le tableau suivant donne une répartition des prélèvements obligatoires telle que l'exécution du budget 2017 la révèle pour chacun des sous-secteurs d’administration.
| Secteur                             | Fiscalité par sous-secteur d’administration | Principaux impôts                                                              | Montants (en milliards d'euros) | Montants (en milliards d'euros) | Montants (en milliards d'euros) |
| ----------------------------------- | ------------------------------------------- | ------------------------------------------------------------------------------ | ------------------------------- | ------------------------------- | ------------------------------- |
| Fiscalité globale                   | État                                        | TVA (part État)                                                                | 152,4                           | 334,8                           | 653,5                           |
| Fiscalité globale                   | État                                        | Impôt sur le revenu (IR)                                                       | 73                              | 334,8                           | 653,5                           |
| Fiscalité globale                   | État                                        | Impôt sur les sociétés (IS)                                                    | 35,7                            | 334,8                           | 653,5                           |
| Fiscalité globale                   | État                                        | TICPE (part État)                                                              | 17,2                            | 334,8                           | 653,5                           |
| Fiscalité globale                   | État                                        | Droits de succession et donation                                               | 12,9                            | 334,8                           | 653,5                           |
| Fiscalité globale                   | État                                        | Impôts transférés aux ODAC                                                     | 14,8                            | 334,8                           | 653,5                           |
| Fiscalité globale                   | État                                        | Taxe intérieure sur la consommation finale d’électricité                       | 7,9                             | 334,8                           | 653,5                           |
| Fiscalité globale                   | État                                        | Autres                                                                         | 20,9                            | 334,8                           | 653,5                           |
| Fiscalité globale                   | Administrations publiques locales (APUL)    | Taxe foncière (bâti et non bâti)                                               | 34,0*                           | 142,7                           | 653,5                           |
| Fiscalité globale                   | Administrations publiques locales (APUL)    | CVAE-CFE-IFER                                                                  | 21,5*                           | 142,7                           | 653,5                           |
| Fiscalité globale                   | Administrations publiques locales (APUL)    | Taxe d’habitation                                                              | 19,3*                           | 142,7                           | 653,5                           |
| Fiscalité globale                   | Administrations publiques locales (APUL)    | TICPE (part départements et régions)                                           | 12,1                            | 142,7                           | 653,5                           |
| Fiscalité globale                   | Administrations publiques locales (APUL)    | Taxe départementale sur les mutations à titre onéreux                          | 11,6                            | 142,7                           | 653,5                           |
| Fiscalité globale                   | Administrations publiques locales (APUL)    | Versement transport                                                            | 8,7*                            | 142,7                           | 653,5                           |
| Fiscalité globale                   | Administrations publiques locales (APUL)    | Taxe sur les conventions d’assurance                                           | 7,2                             | 142,7                           | 653,5                           |
| Fiscalité globale                   | Administrations publiques locales (APUL)    | Taxes d’enlèvement des ordures ménagères                                       | 5,3                             | 142,7                           | 653,5                           |
| Fiscalité globale                   | Administrations publiques locales (APUL)    | Taxe sur les certificats d’immatriculation des véhicules                       | 2,2                             | 142,7                           | 653,5                           |
| Fiscalité globale                   | Administrations publiques locales (APUL)    | Autres                                                                         | 20,8                            | 142,7                           | 653,5                           |
| Fiscalité globale                   | Sécurité sociale (ASSO)                     | CSG-CRDS                                                                       | 106,9                           | 175,9                           | 653,5                           |
| Fiscalité globale                   | Sécurité sociale (ASSO)                     | Taxe sur les salaires                                                          | 13,5                            | 175,9                           | 653,5                           |
| Fiscalité globale                   | Sécurité sociale (ASSO)                     | Droits de consommation sur les tabacs                                          | 11,4                            | 175,9                           | 653,5                           |
| Fiscalité globale                   | Sécurité sociale (ASSO)                     | TVA (part ASSO)                                                                | 10,3                            | 175,9                           | 653,5                           |
| Fiscalité globale                   | Sécurité sociale (ASSO)                     | Prélèvement social sur les revenus du patrimoine et les produits de placements | 8,6                             | 175,9                           | 653,5                           |
| Fiscalité globale                   | Sécurité sociale (ASSO)                     | Forfait social                                                                 | 5,5                             | 175,9                           | 653,5                           |
| Fiscalité globale                   | Sécurité sociale (ASSO)                     | Contribution sociale de solidarité des sociétés                                | 3,6                             | 175,9                           | 653,5                           |
| Fiscalité globale                   | Sécurité sociale (ASSO)                     | Prélèvement de solidarité de 2 %                                               | 2,6                             | 175,9                           | 653,5                           |
| Fiscalité globale                   | Sécurité sociale (ASSO)                     | Autres                                                                         | 13,5                            | 175,9                           | 653,5                           |
| Cotisations sociales                |                                             |                                                                                |                                 | 384,5                           | 384,5                           |
| Total des prélèvements obligatoires |                                             |                                                                                |                                 | 1 038,0                         | 1 038,0                         |

### Comparaison entre particuliers
Le taux de prélèvements obligatoires entre particuliers d'un même pays est par contre tout à fait pertinent. Il montre le poids réel de la charge collective financière de chaque contribuable rapportée à ses revenus bruts réels ou super brut – ou encore à ce que coûte le salarié à son employeur[réf. nécessaire].
La France est l’un des pays industrialisés où la part dans le PIB des cotisations sociales versées aux administrations publiques est la plus élevée (18,8 % en 2011 selon les chiffres établis par l’OCDE, qui diffèrent légèrement de ceux calculés par l’INSEE, contre 16,9 % pour l’Allemagne, 8,4 % pour le Royaume-Uni et 6,2 % pour les États-Unis), tandis que la part des impôts sur le revenu et les bénéfices y est relativement faible (10,1 % du PIB en 2011 contre 11,8 % aux États-Unis, 11 % en Allemagne, 12,9 % au Royaume-Uni, 15,17 % en Suède et 29,4 % au Danemark). Ainsi plus de la moitié des recettes des prélèvements obligatoires sont affectées au financement des retraites et de la sécurité sociale. Cette structure n’est pas sans conséquences. D’une part, le travail est relativement taxé en France par le biais des cotisations sociales et patronales. D’autre part, la progressivité des prélèvements obligatoires payés par les ménages, c’est-à-dire le fait que ces prélèvements croissent plus que proportionnellement aux revenus, repose pour l’essentiel sur une base étroite.
De fait, il n'existe pas de progressivité substantielle du taux de prélèvements obligatoires en France, contrairement à ce que laisse penser la progressivité de l'impôt sur le revenu – en 2010, pour des personnes travaillent à au moins 80 % du plein-temps, ce taux s'établissait de 40 % à 47 % pour les catégories avec faible revenu, 47 % à 49 % pour les catégories moyennes, 49 % à 46 % pour les classes aisées, et 46 % à 34 % pour les catégories les plus aisées.